# 1959年のラジオ (日本)
1959年のラジオ (日本)では、1959年の日本のラジオ番組、その他ラジオ界の動向について記す。

## 主な番組関連の出来事
- 2月16日 - 近畿地区民放で初めて、朝日放送（左チャンネル）と毎日放送（右チャンネル）の共同による中波（モノラル）2波を使ったステレオ（立体）放送による音楽番組、『ナショナルステレオアワー』を放送開始[1][2][3][4]（同年7月27日から『ナショナルステレオホール』に改題[1]）。
- 3月1日 - NHK、『立体音楽堂』の時間に、ラジオ第1・第2・教育テレビ（東京のみ）を使って、三元立体（＝3チャンネルステレオ）放送を実施（「第2回NHKイタリア・オペラ公演より、ビゼー作曲 歌劇『カルメン』より 第2・4幕」を放送）[注 1][5]。
- 4月10日 - 皇太子御成婚パレードをNHKラジオ第1および民放各局で生中継[注 2][6]。
- 10月10日 - ニッポン放送が平日の終日放送を開始。日本初の24時間放送[7]。
- 11月9日 - 文化放送・ニッポン放送の共同による立体（ステレオ）放送初の帯番組『パイオニア・イブニング・ステレオ』放送開始[8][9]。

## 主なその他ラジオ関連の出来事
- 1月24日 - この日の深夜、朝日放送と毎日放送が共同で、中波（モノラル）2波を使ったステレオ（立体）放送のテスト放送を行う[10]。
- 11月20日 - 「近畿東海放送」と「ラジオ東海」の2社が合併して、「東海ラジオ放送」を設立。

## 開局
- 4月1日 - 和歌山放送

## 開始番組

### 1959年1月放送開始
NHK
- 15日 - にあんちゃん

### 1959年2月放送開始
朝日放送・毎日放送（モノラル2波による立体（ステレオ）放送）
- 16日 - ナショナルステレオアワー[1][2][3][4]（同年7月27日から『ナショナルステレオホール』に改題[1]）

### 1959年3月放送開始
毎日放送
- 開始日不明 - トリスナイトキャップ

### 1959年4月放送開始
NHKラジオ第1放送
- 6日 
  - 早起き鳥[11]
  - 村の広場[11]
  - きょうも元気で[11]
  - 主婦の時間[11]
  - ラジオ社会欄[11]
- 8日 - 浪曲ドラマ[11]

NHKラジオ第2放送
- 2日 - 学芸展望[11]

文化放送
- 5日 - サンヨー・リクエスト・イン・ハイファイ[12][13]

ニッポン放送
- 開始日不明 - 交通ニュース

大阪放送
- 1日 - アナウンサーコーナー

### 1959年5月放送開始
NHK-FM放送
- 3日  - FMリクエストアワー

文化放送
- 1日 - ニュース・パレード

### 1959年6月放送開始
毎日放送
- 6日 - エンリッチアワー リクエスト歌謡パレード

### 1959年7月放送開始
ラジオ東京
- 24日 - ミッドナイト・ストリート

ラジオ関東
- 6日 - 昨日のつづき

### 1959年10月放送開始
ニッポン放送
- 5日 - オリンピック基金百万円クイズ トップ・ライト・ショウ

### 1959年11月放送開始
ニッポン放送・朝日放送
- 1日 - リクエスト合戦

文化放送・ニッポン放送（モノラル2波による立体（ステレオ）放送）
- 9日 - パイオニア・イブニング・ステレオ[8][9]

### 1959年12月放送開始
毎日放送・大阪放送（モノラル2波による立体（ステレオ）放送）
- 21日 - ステレオ・アワー

## 終了番組

### 1959年2月放送終了
ラジオ東京
- 14日 - 赤胴鈴之助

### 1959年6月放送終了
毎日放送
- 29日 - 夜の名曲[14]

### 1959年12月放送終了
ラジオ東京
- 26日 - 東京ダイヤル